# Centrum Paula Klee
Centrum Paula Klee jest muzeum dedykowanym artyście Paulowi Klee, zlokalizowanym w Bernie w Szwajcarii i zaprojektowanym przez włoskiego architekta Renza Piana. Kolekcja muzeum zawiera około 40 procent obrazów z dorobku Paula Klee. 
Livia Klee-Meyer, pasierbica Paula Klee, ofiarowała ponad 600 prac miastu i kantonowi Berno latem 1997. Dodatkowe prace i dokumenty zostały przekazane przez rodzinę i Fundację Paula Klee, a kolejne 200 dzieł pochodzi z prywatnej kolekcji jako wkład w tworzenie wielkiego zbioru prac artysty. 
Decyzja o budowie muzeum w Schöngrün na zewnętrznych krańcach miasta została podjęta w 1998 roku. W tym samym roku został zatrudniony do prac projektowych włoski architekt Renzo Piano. Wstępny projekt został przedstawiony w 2000 roku. Budynek został ukończony w 2005. Forma budynku przedstawia trzy pofalowane bryły wkomponowane w krajobraz.

## Galeria

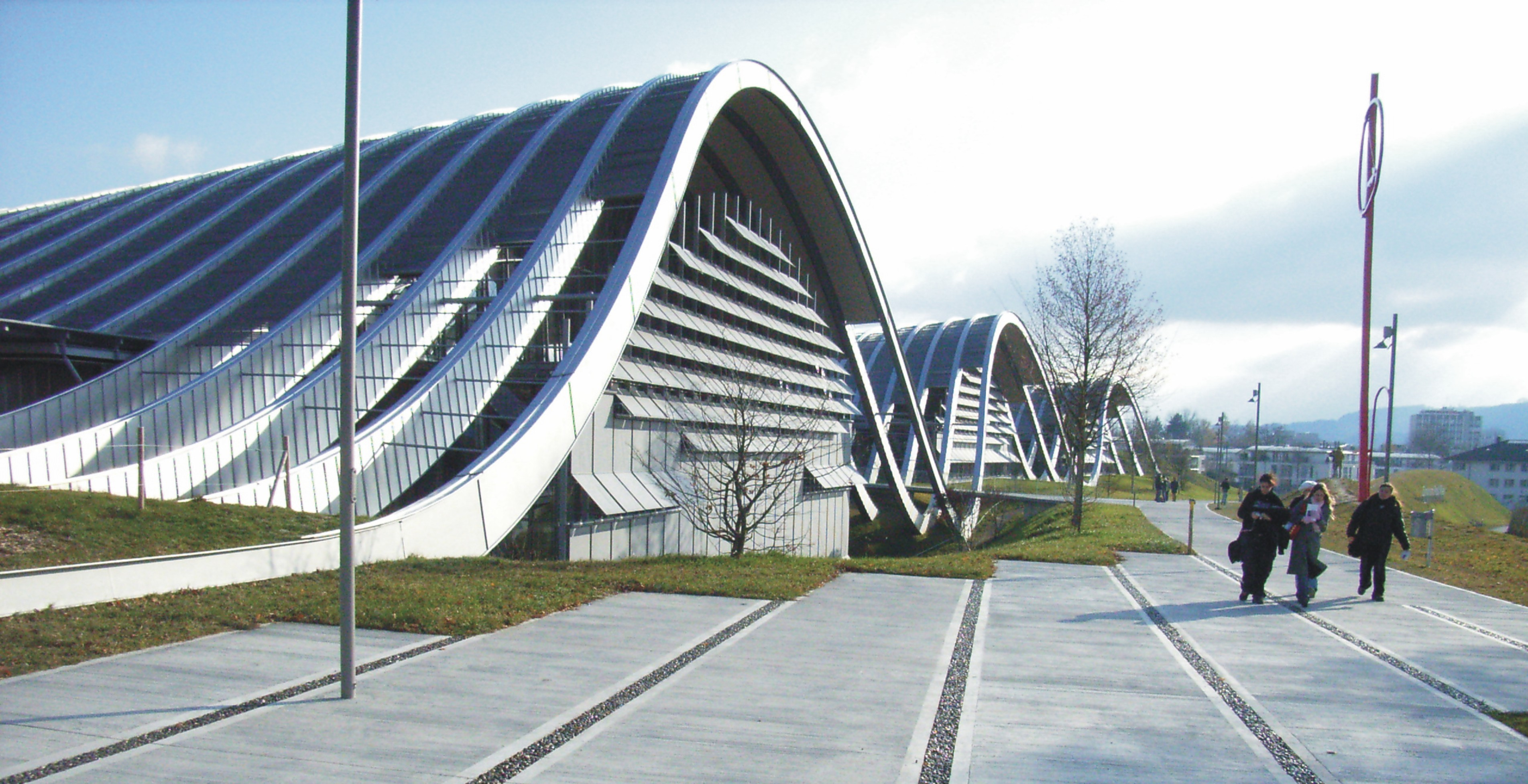
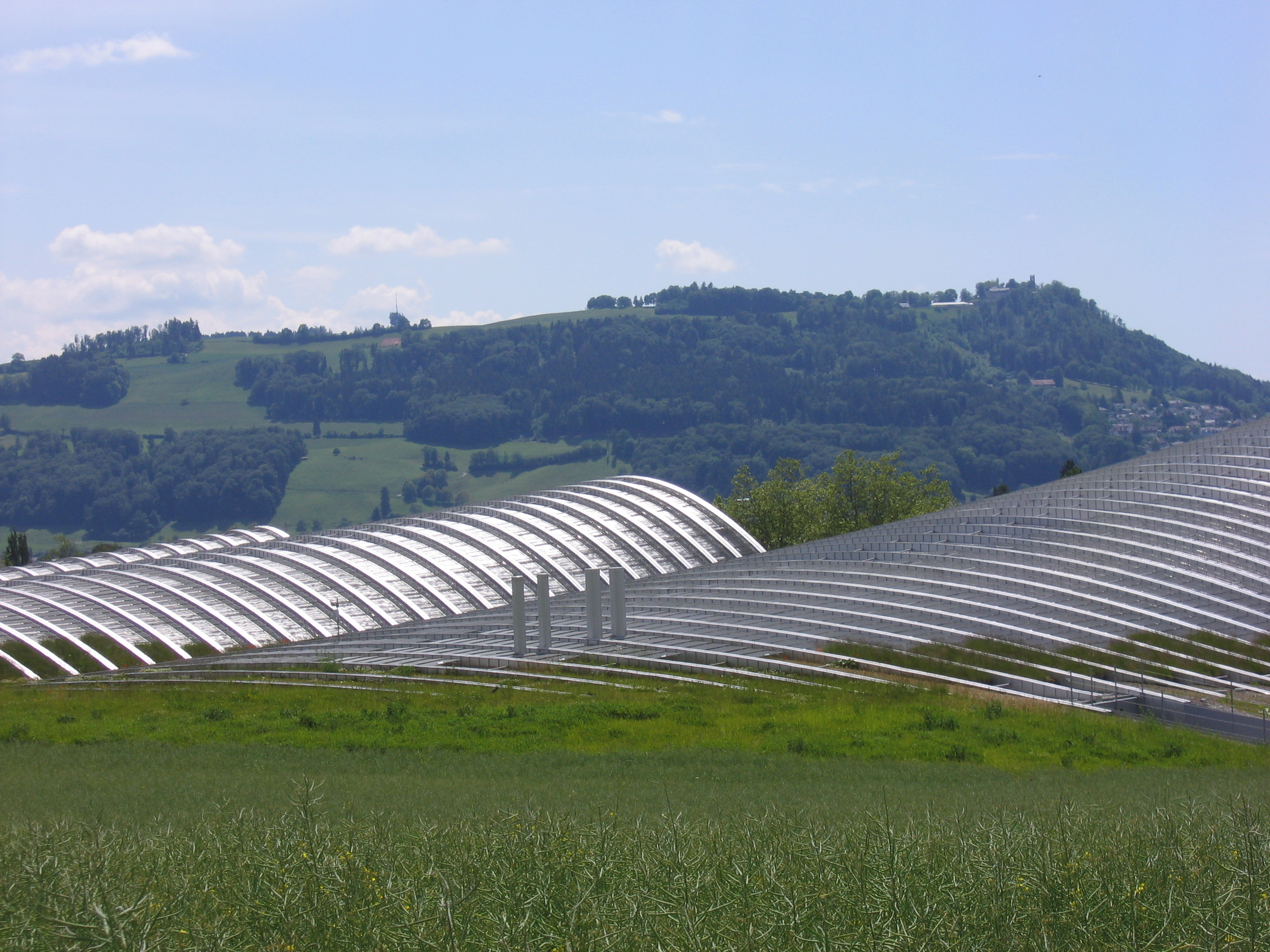
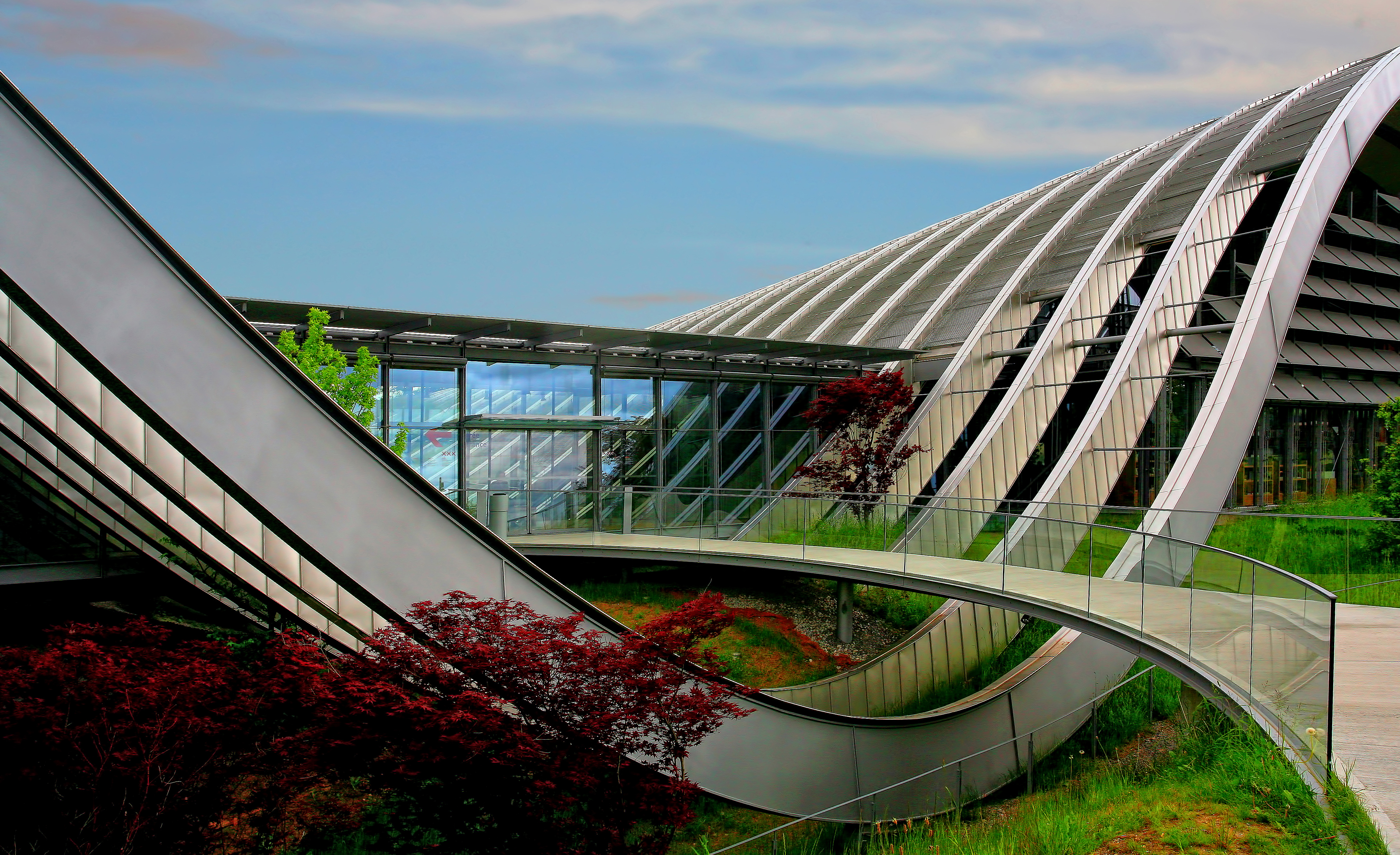
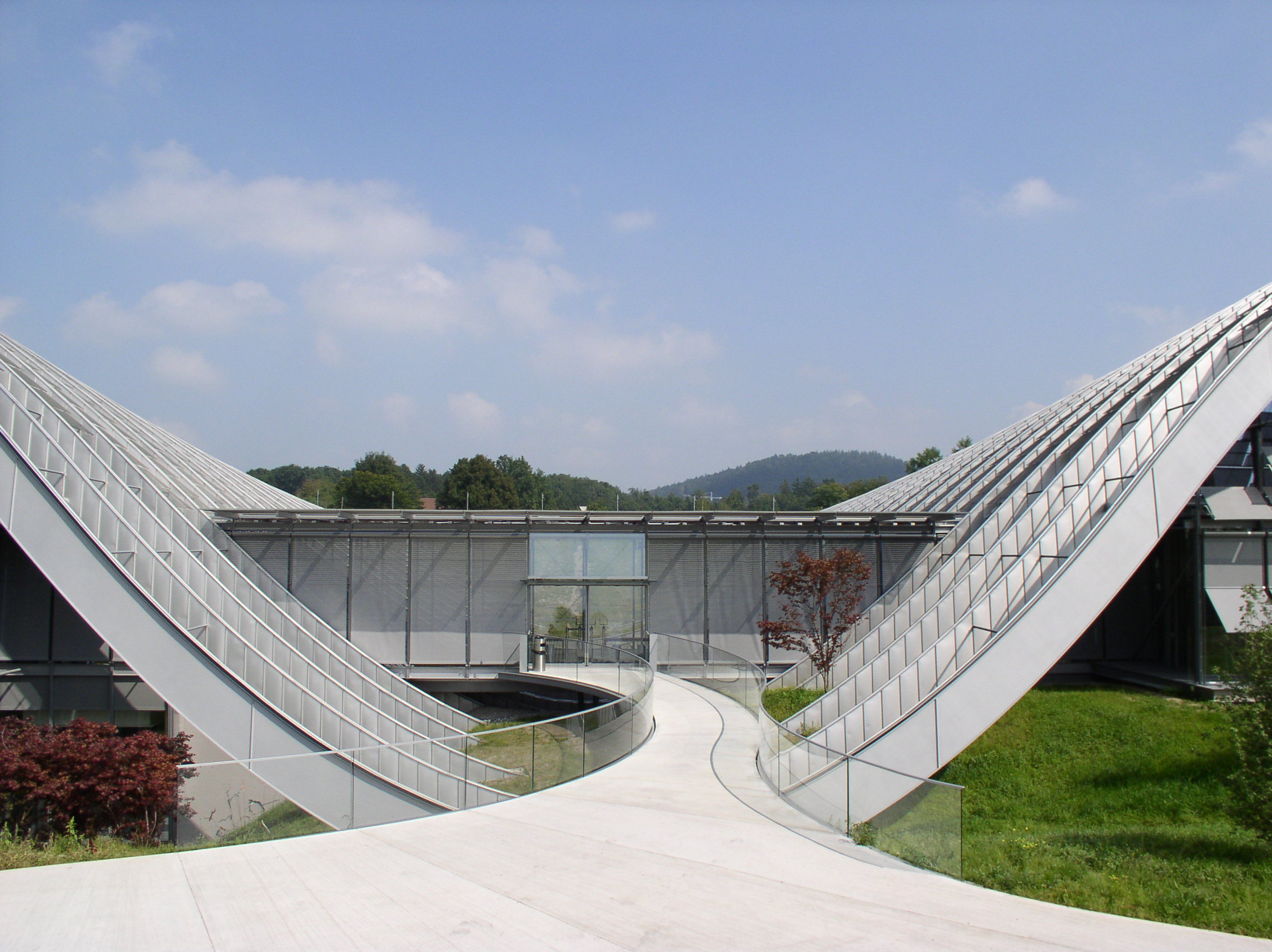